# Moosburg an der Isar

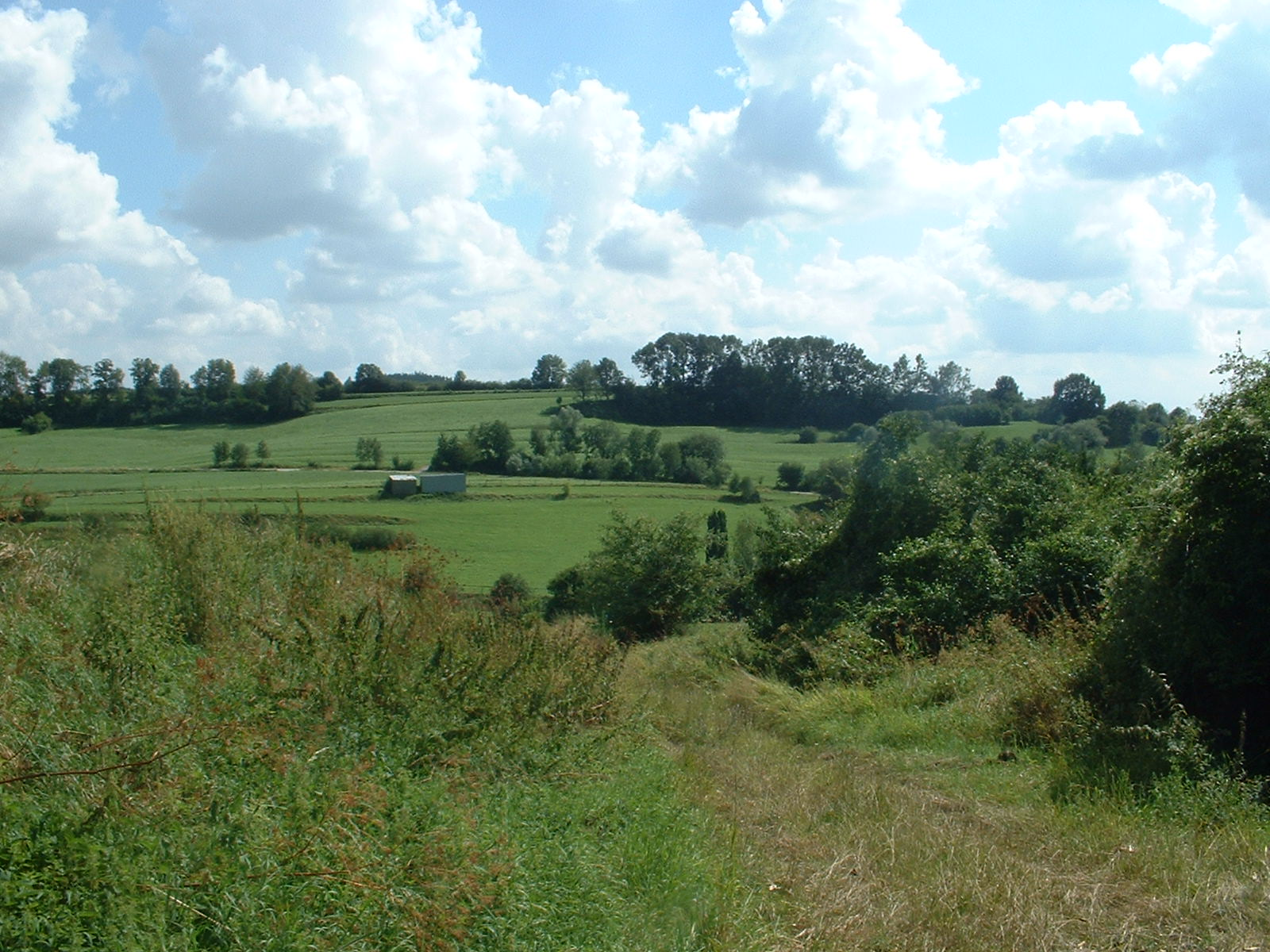
Okolice miasta

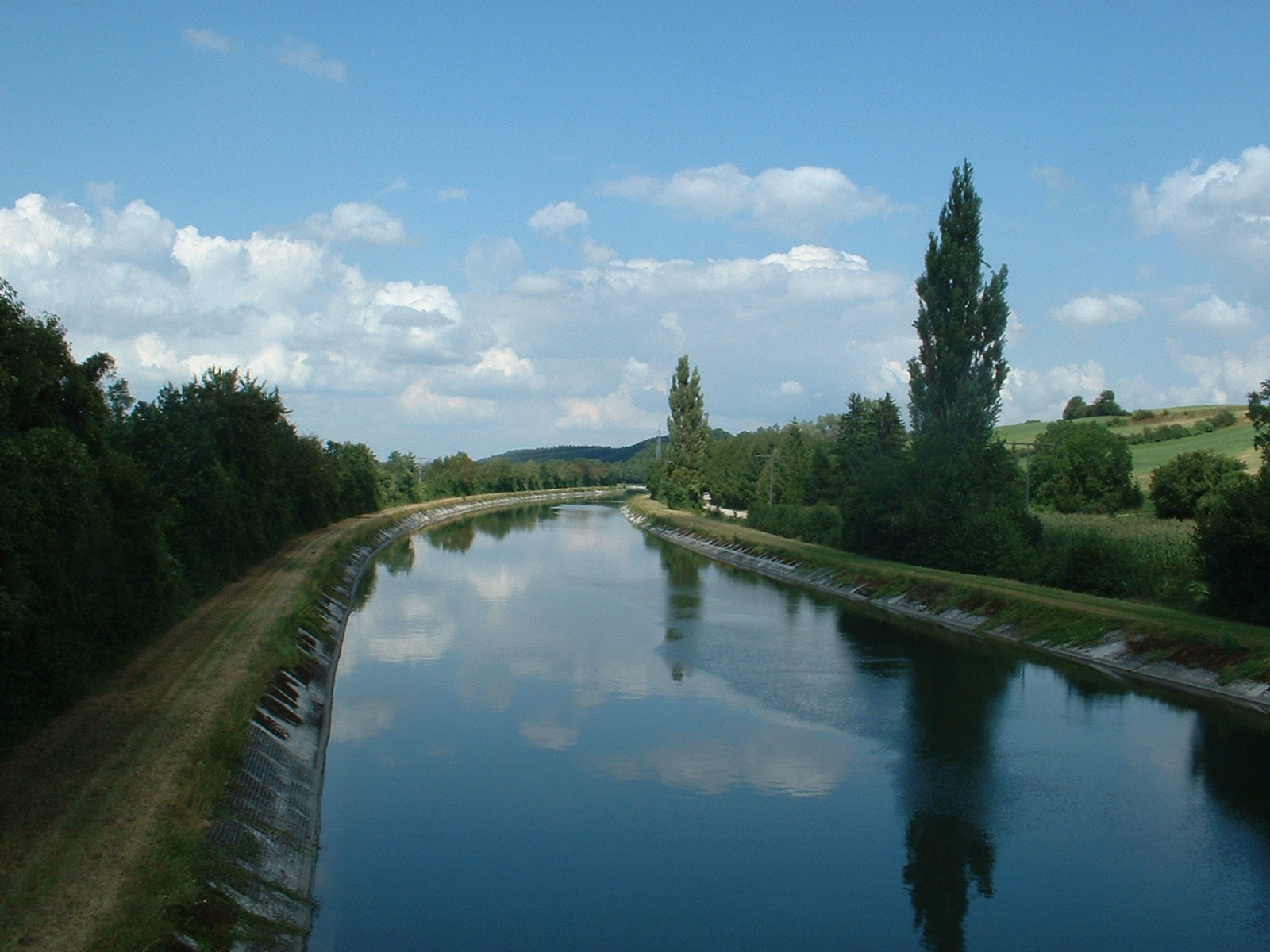
Izara

Moosburg an der Isar, Moosburg a.d. Isar – miasto w Niemczech, w kraju związkowym Bawaria, w rejencji Górna Bawaria, w regionie Monachium, w powiecie Freising. Leży około 15 km na północny wschód od Freising, pomiędzy rzeką Amper a Izarą, przy autostradzie A92, drodze B11 i linii kolejowej Monachium – Ratyzbona). Podczas II wojny światowej mieścił się tu obóz jeniecki Stalag VII A.

## Demografia
| Rok  | Liczba mieszk. |
| 1840 | 2 643          |
| 1871 | 3 459          |
| 1900 | 3 970          |
| 1939 | 6 169          |
| 1950 | 10 023         |
| 1961 | 11 310         |
| 1970 | 13 050         |
| 1980 | 13 236         |
| 1987 | 14 251         |
| 1990 | 15 243         |
| 2000 | 16 607         |
| 2005 | 17 276         |
| 2007 | 17 492         |

Dane o ludności z 31 grudnia 2008:
| Opis                                | Ogółem | Ogółem | Kobiety | Kobiety | Mężczyźni | Mężczyźni |
| ----------------------------------- | ------ | ------ | ------- | ------- | --------- | --------- |
| Jednostka                           | osób   | %      | osób    | %       | osób      | %         |
| Populacja                           | 17 430 | 100    | 8800    | 50,49   | 8630      | 49,51     |
| Wiek przedprodukcyjny (0–17 lat)    | 3220   | 18,47  | 1519    | 8,71    | 1701      | 9,76      |
| Wiek produkcyjny (18–65 lat)        | 10 972 | 62,95  | 5469    | 31,38   | 5503      | 31,57     |
| Wiek poprodukcyjny (powyżej 65 lat) | 3238   | 18,58  | 1812    | 10,4    | 1426      | 8,18      |

## Polityka

### Burmistrzowie
- 1933-29 kwietnia 1945 − Hermann Müller
- 9 maja 1945-13 sierpnia 1945 − Max Fertl
- 13 sierpnia 1945−30 kwietnia 1956 − Richard Braun (CSU)
- 1 maja 1956-19 lipca 1965 − Josef Erber (SPD)
- 1 października 1965-30 kwietnia 1978 − Oscar Hertel (SPD)
- 1 maja 1978-30 kwietnia 1984 − Herbert Franz (CSU)
- 1 maja 1984-30 kwietnia 2002 − Anton Neumeier (SPD)
- od 1 maja 2002 − Anita Meinelt (CSU)

### Rada miasta
Rada miasta składa się z 24 osób.
|      | CSU | SPD | FW | Zieloni | UMB | Razem |
| 2008 | 10  | 5   | 6  | 3       | -   | 24    |
| 2002 | 9   | 6   | 5  | 2       | 2   | 24    |

## Współpraca
Miejscowości partnerskie:
- Bry-sur-Marne, Francja od 29 września 1973
- Kynšperk nad Ohří, Czechy od 8 kwietnia 1968
- Moosburg, Austria od 15 lipca 1991
- Odžaci, Serbia od 9 lipca 1973
- Rochester, Stany Zjednoczone od 18 lipca 1981